# Дауд (султан Іраку)
Дауд I (*д/н — бл. 1143) — 2-й султан Іраку в 1131—1132 роках. Повне ім'я Гіяс ад-Дін Дауд ібн Махмуд.

## Життєпис
Походив з династії Сельджукидів. Син Махмуда II, султана Іраку. Про дату народження нічого невідомо. після смерті батька у 1131 році Дауда було оголошено новим султаном. Втім проти цього виступили його стрийки Масуд і Сельджук-шах, які водночас влаштували змову проти Ахмад Санджара, султана Великих Сельджуків. За цих обставин стаутус Дауда відмовився затверджувати халіф аль-Мустаршид. Зрештою у 1132 році Дауда було повалено, замість нього султаном став стрийко Тогрул II.
Дауд намагався відвоювати Гамадан, проте зазнав поразки й відступив разом з атабеком Ак-сункуром Ахмаділі до Азербайджану. Тут він вступив в союз зі стрийком Масудом. Дауд перебрався до Багдада, де знайшов підтримку халіфа. У 1133 році Дауд рушив з військом з Багдаду проти Гамадану. В цей час Масуд вже розпочав війну з Тогрулом II. Дауд знову оголосив себе султаном. Втім проти нього повернув Масуд, завдавши поразки. У 1134 році Масуд став новим султаном, визнаним халіфом, а Дауд втік до Багдаду. Зрештою визнав владу Масуда.
Перебуваючи у столиці халіфату вів інтриги проти султана Масуда, підбурюючи до повстання халіфа аль-Мустаршида. Зрештою останній у 1135 разом з деякими емірами виступив проти султана, але зазнав поразки та потрапив у полон. Дауд зумів врятуватися та сховати на півночі Іраку.
У 1136 році він перебрався до Багдада, де підбурив вже нового халіфа ар-Рашида II на повстання проти султана Масуда. Той оголосив Дауда новим султаном Іраку. На його бік перейшли Імад ад-Дін Зенгі, атабек Мосула і Алеппо, та Садак ібн Дубайс з роду Маз'ядидів, емір Басри. Втім союзники зазнали поразки від військ султана, дауда переможено у битві при Мераге. Слідом за цим Дауд втік до Тебризу, де став правителем Південного Азербайджану. Зрештою у 1138 році Масуд визнав Дауда спадкоємцем (валі-ахдом). Втім у 1143 році його було вбито асасінами у лазні в Тебризі.